# Lijst van burgemeesters van Boschkapelle
Dit is een lijst van burgemeesters van de voormalige Nederlandse gemeente Boschkapelle tot die gemeente in 1936 opging in de gemeente Vogelwaarde.
| Ambtsperiode | Naam burgemeester                           | Leefde    | Partij of stroming | Bijzonderheden                                                        |
| ------------ | ------------------------------------------- | --------- | ------------------ | --------------------------------------------------------------------- |
| 1797 - 1799  | Gijsbrecht Adriaansens                      | 1766-1815 |                    | agent municipal                                                       |
| 1799 - 1801  | Ferdinandus Josephus Collesaer              | 1752-1826 |                    | agent municipal, later maire                                          |
| 1801 - 1807  | Jacques de Maet                             | 1764-1808 |                    | maire                                                                 |
| 1808 - 1813  | Pieter de Blieck                            | 1766-1851 |                    | maire                                                                 |
| 1813 - 1817  | Andries Fruytier                            | 1777-1849 |                    | maire, later schout                                                   |
| 1817 - 1851  | Pieter de Blieck                            | 1766-1851 |                    | schout, later burgemeester                                            |
| 1851 - 1862? | Gijsbrecht Verstraaten                      | 1800-1873 |                    | burgemeester                                                          |
| 1862 - 1868? | Pieter Johannes Rottier                     | 1801-1869 |                    |                                                                       |
| 1868 - 1881  | Johannes Vereecken                          | 1805-1881 |                    | tevens burgemeester van Stoppeldijk (1853-1881)                       |
| 1882 - 1884  | Jan Francies Vereecken                      | 1844-1884 |                    | tevens burgemeester van Stoppeldijk; zoon van zijn voorganger         |
| 1884 - 1893  | Karel Jan André Guyon baron Collot d'Escury | 1858-1929 |                    | tevens burgemeester van Stoppeldijk; werd burgemeester van Hontenisse |
| 1893 - 1907  | Bernard Joseph Balthasar van Sonsbeeck      | 1864-1907 |                    | tevens burgemeester van Stoppeldijk                                   |
| 1907 - 1936  | Josephus Truijman                           | 1864-1945 |                    | tevens burgemeester van Stoppeldijk (1930-1936)                       |